# Klebsiella pneumoniae
Bakterien Klebsiella pneumoniae förekommer ofta i tarmsystemet men kan i vissa fall ge upphov till olika former av infektioner hos människor, såsom urinvägsinfektion. Med undantag från resistensmekanismen Extended Spectrum Beta-Lactamase (ESBL) är inte förekomst av Klebsiella pneumoniae associerat med anmälningsplikt enligt smittskyddslagen (2017). K. pneumoniae kan även orsaka vårdrelaterade infektioner såsom lunginflammation, blodinfektioner, hjärnhinneinflammation samt sår eller infektioner i samband med kirurgiska ingrepp. Icke-resistenta infektioner kan behandlas med antibiotika.